# Birch Book
Birch Book ist ein amerikanisches Singer-Songwriter-Projekt um Sänger Bobin Eirth (Kurz B’Eirth oder B’ee), und stellt, im Unterschied zu seiner Band In Gowan Ring, ein Soloprojekt dar, bei dem nur gelegentlich weitere Musiker wie Annabel Lee an Instrumenten aushelfen.
Stilistisch ist die Musik zwischen traditionellem amerikanischem Folk und Psychedelic Folk einzuordnen. Anders als bei seinem Bandprojekt verzichtet B’ee hier fast völlig auf elektronische Elemente und reduziert das Erscheinungsbild der Musik weitgehend auf Gitarren, Gesang, dezente Perkussion sowie seltene Violinen- und Mundharmonika-Begleitung. Birch Books Veröffentlichungen erscheinen mittlerweile beim Label Helmet Room.

## Veröffentlichungen (Auswahl)
- 2005: Vol. I
- 2006: Vol. II – Fortune & Folly
- 2009: Vol. III – A Hand Full of Days